# Amu-Darja

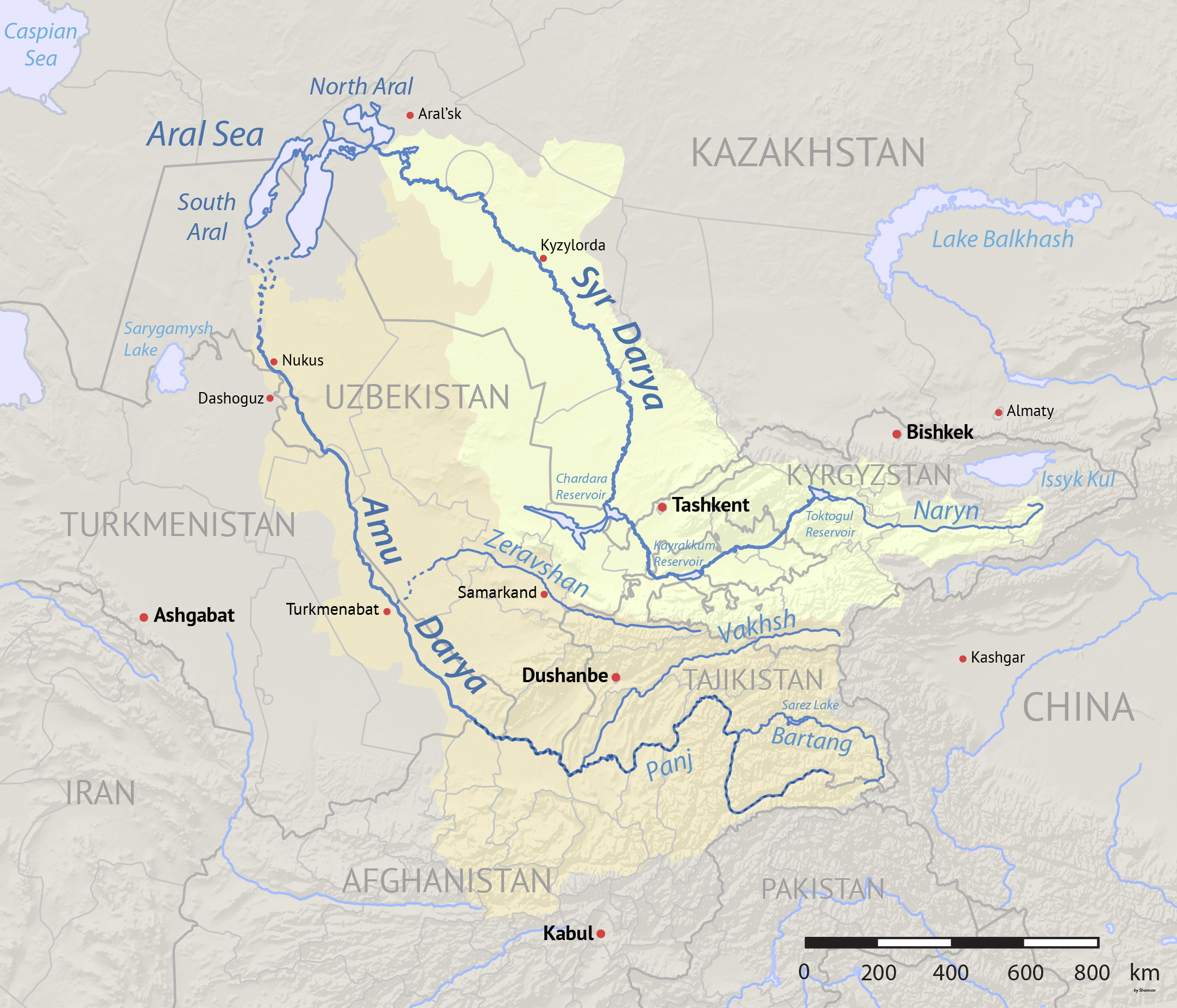
Avrinningsområden för floderna Amu-Darja och Syr-Darja.

Amu-Darja (persiska: آمودریا, Amu darya (darya betyder flod på dari); uzbekiska: Amudaryo), antikens Oxus, är en flod i Centralasien med källor i Pamir och Hindukush. Den är 2 400 eller 2 520 kilometer lång beroende på vilka biflöden man räknar. Floden rinner ner till det endorheiska bäckenet Turanlåglandet där den torkar ut. 
Amu-Darja utgör Afghanistans gräns mot Tadzjikistan och Uzbekistan och till en viss del även mot Turkmenistan. Den flyter sedan in i Turkmenistan och utgör för ett tag gränsen mellan Turkmenistan och Uzbekistan innan den rinner in i det sistnämnda. Tidigare hade den sitt utlopp i Aralsjön, men på grund av vattenavledning för bevattning når floden inte längre fram till sjön, som därmed krymper.

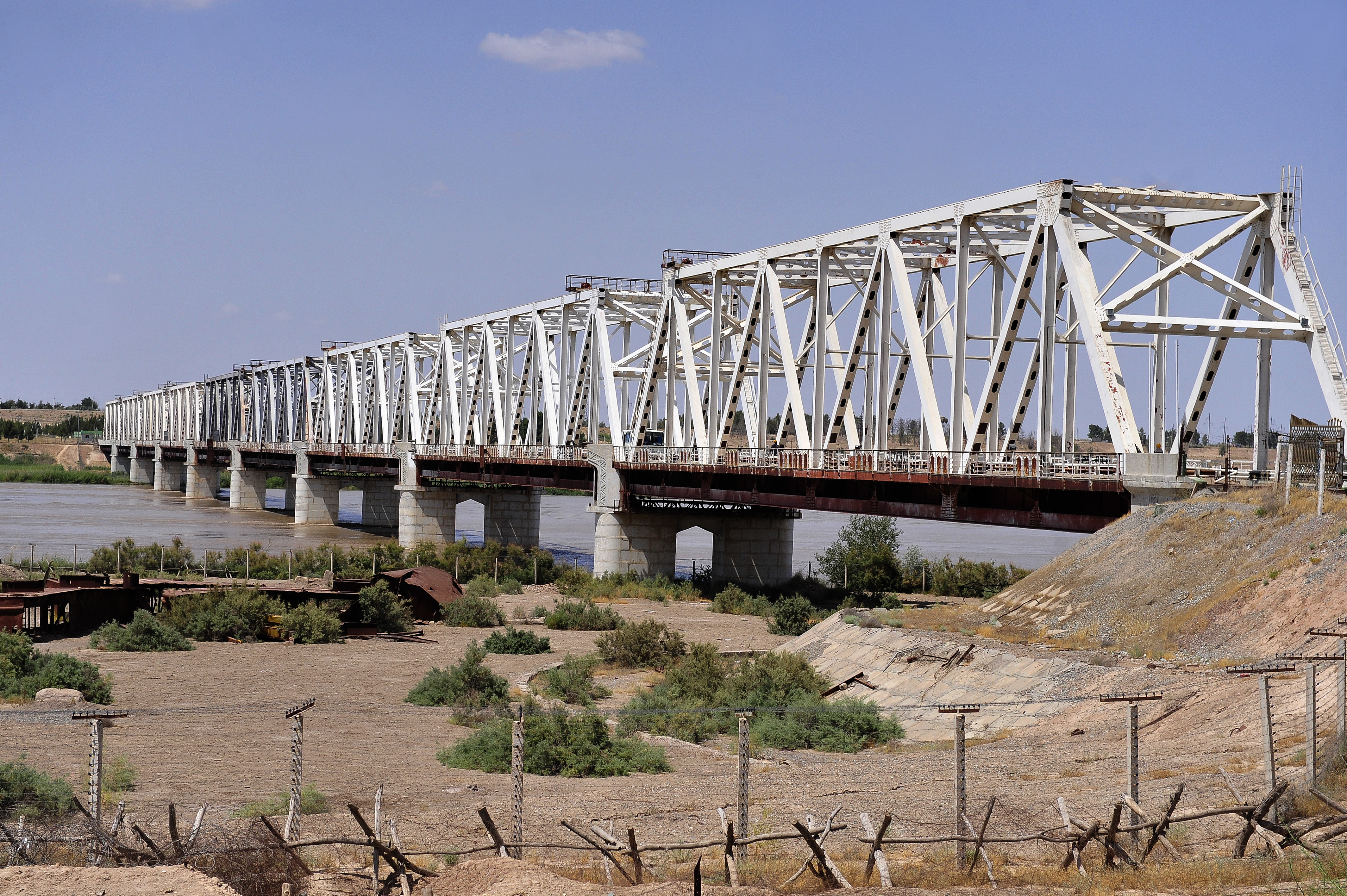
Vänskapsbron mellan Uzbekistan och Afghanistan

Mellan städerna Termez i Uzbekistan och Jeyretan i Afghanistan går den så kallade Afghan-uzbekiska vänskapsbron över Amu-Darja.
Amu-Darjas huvudsakliga tillflöden kommer från Vachsj, Pjandsj, Pamir och Vasjandarja. Ungefär 1 450 kilometer av floden är farbar.
Flodens vatten har alltsedan sovjettiden använts för att konstbevattna de stora bomullsodlingarna, bland annat genom Karakumkanalen. Detta har lett till att vattenflödet minskat kraftigt och våtmarkerna i deltaområdet vid Aralsjön har torkat ut. Aralsjön var tidigare jordens fjärde största sötvattensjö men bristen på vatten från Amu-Darja och Syr-Darja har ökat dess salthalt och minskat dess storlek med 90 procent under perioden 1960 -- 2007. Klimatet i området har påverkats och en mängd djurarter har försvunnit. Detta har lett till en kollaps av fiske och jordbruk, övergivna före detta kuststäder och stora hälsoproblem för människorna i området.
Området mellan floderna Amu-Darja och Syr-Darja fick under aniken namnet Transoxanien.
I iranska nationaleposet Shahnameh markerar Amu-Darja gränsen mellan Iran och dess ärkefiende Turân.